# Русские Саралы
Русские Саралы — посёлок в Лаишевском районе Татарстана. Входит в состав Татарско-Сараловского сельского поселения.

## География
Находится в западной части Татарстана на расстоянии приблизительно 14 км по прямой на запад от районного центра города Лаишево в 1 км от берега Куйбышевского водохранилища.

## История
Основана русскими переселенцами из села Татарские Саралы не ранее конца XVIII века.

## Население
Постоянных жителей было: в 1859 — 161, в 1897 — 286, в 1908 — 299, в 1920 — 302, в 1926 — 325, в 1938 — 313, в 1949 — 253, в 1958 — 129, в 1970 — 110, в 1979 — 66, в 1989 — 49, в 2002 — 32 (русские 84 %), 36 — в 2010.